# Michel Cluizel

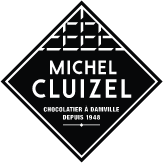
Michel Cluizels logotyp

Michel Cluizel är ett franskt familjeföretag som tillverkar choklad sedan 1948. Hantverket utvecklades av Michel Cluizel tillsammans med föräldrarna Marc och Marcelle. Fabriken ligger i Damville och har cirka 200 anställda. 
I USA inleddes verksamheten år 2004 i West Berlin i New Jersey. I Sverige sköts import och distribution av Chokladhuset i Limhamn.